# Dietrich Joseph Speckhewer
Dietrich Joseph Speckhewer (getauft 29. August 1659 in Aachen; † 29. April 1714 ebenda) war Schöffe und Bürgermeister der Reichsstadt Aachen.

## Leben
Dietrich Joseph Speckhewer wurde am 29. August 1659 in St. Foillan in Aachen getauft. Sein Vater war der Schöffe Johann Adam Speckhewer (1627–1662), ein Sohn des mehrmaligen Bürgermeisters Dietrich Speckhewer († 1666), seine Mutter dessen Ehefrau Anna Maria Schörer.
Wann Dietrich Joseph Speckhewer zum Schöffen gewählt wurde, ist nicht bekannt. 1683 trat er der Sternzunft bei, der Standesvertretung der Aachener Schöffen. 1695 ist er das erste Mal urkundlich als Schöffe bezeugt.
Am 11. April 1699 heiratete Dietrich Joseph Speckhewer in St. Foillan die Catharina Isabella von Bodden (1677–1729), eine Tochter des mehrmaligen Bürgerbürgermeisters Peter Ludwig Bodden. Aus dieser Ehe ging als ältester Sohn der spätere Schöffe Theodor Joseph (1677–1729) hervor.
1709 und 1711 wurde Dietrich Joseph Speckhewer jeweils für ein Jahr zum Schöffenbürgermeister gewählt. Er starb am 29. April 1714 in Aachen und wurde am 2. Mai beerdigt.